# Aliman
Aliman is een Roemeense gemeente in het district Constanța.
Aliman telt 2961 inwoners.